# Muzeum Ziemi Koźmińskiej w Koźminie Wielkopolskim
Muzeum Ziemi Koźmińskiej w Koźminie Wielkopolskim – muzeum z siedzibą w Koźminie Wielkopolskim. Placówka jest miejską jednostką organizacyjną, a jej siedzibą są sale koźmińskiego zamku. 
Muzeum zostało otwarte w grudniu 1988 roku z okazji obchodów 70 rocznicy powstania wielkopolskiego. Aktualnie jego ekspozycje zajmują pięć sal zamku, w których prezentowane są następujące wystawy:
- sala renesansowa, poświęcona dziejom miasta z tego okresu. Eksponowane są tu m.in. portrety Łukasza z Wielkiego Koźmina (autora "Kazań gnieźnieńskich"), Benedykta z Koźmina oraz portrety trumienne Andrzeja, Aleksandra i Władysława Przyjemskich,
- dwie sale upamiętniające historię miasta i działające tu organizacje (harcerstwo, straż pożarna, Bractwo Kurkowe, Towarzystwo "Sokół", Związek Hallerczyków, chór). Wśród zbiorów znajdują się m.in. przywileje Starego i Nowego Koźmina, pamiątki z okresu Wiosny Ludów, powstania wielkopolskiego oraz II wojny światowej, liczne dokumenty, sztandary oraz judaica,
- sala poświęcona współpracy Koźmina z holenderskim Made en Drimmelen,
- Izba Pamięci i Tradycji Szkół, zawierająca zbiory związane z tutejszym szkolnictwem oraz ciekawą kolekcję maszyn do pisania.

Muzeum jest obiektem całorocznym, czynnym w każdą środę oraz w jedną niedzielę miesiąca (po uprzednim ogłoszeniu prasowym). Grupy zorganizowane mogą zwiedzać ekspozycję również po uprzednim uzgodnieniu z opiekunem zbiorów.